# ОАЭ на летних Олимпийских играх 2024

## Квалификация
| № п/п | Вид спорта   | Мужчины        | Мужчины                | Женщины        | Женщины                | Всего          | Всего                  |
| № п/п | Вид спорта   | Завоевано квот | Количество спортсменов | Завоевано квот | Количество спортсменов | Завоевано квот | Количество спортсменов |
| ----- | ------------ | -------------- | ---------------------- | -------------- | ---------------------- | -------------- | ---------------------- |
| 1     | Велоспорт    |                |                        | 1              | 1                      | 1              | 1                      |
| 2     | Конный спорт |                |                        |                |                        | 4              | 3                      |
|       | ИТОГО        |                |                        | 1              | 1                      | 4              | 4                      |

## Медали
| Медаль | Спортсмен(ы) | Вид спорта | Дисциплина | Дата |
| ------ | ------------ | ---------- | ---------- | ---- |

| Вид спорта | 1 | 2 | 3 | Всего |

| Медали по датам | Медали по датам | Медали по датам | Медали по датам | Медали по датам | Медали по датам |
| --------------- | --------------- | --------------- | --------------- | --------------- | --------------- |
| Дата            | 1               | 2               | 3               | Всего           |                 |

## Состав команды
Велоспорт
 Шоссейный велоспорт
1. Квота1

 Конный спорт
1. Квота1
2. Квота2
3. Квота3

## Велоспорт

### Шоссейные велогонки
Объединенные Арабские Эмираты получили одно место в женской групповой гонках на шоссе по рейтингу UCI в рамках перераспределения квот.
Женщины
| Спортсмен | Дисциплина      | Время | Место |
| --------- | --------------- | ----- | ----- |
|           | Групповая гонка |       |       |

## Конный спорт
Объединенные Арабские Эмираты завоевали право выставить команду и три индивидуальных участника в соревнования по конкуру в результате Олимпийской квалификации группы F.

### Конкур
| Спортсмен | Лошадь   | Дисциплина       | Квалификация | Квалификация | Финал | Финал | Финал |
| Спортсмен | Лошадь   | Дисциплина       | Штраф        | Место        | Штраф | Время | Место |
| --------- | -------- | ---------------- | ------------ | ------------ | ----- | ----- | ----- |
|           |          | Личный турнир    |              |              |       |       |       |
|           |          |                  |              |              |       |       |       |
|           |          |                  |              |              |       |       |       |
|           | См. выше | Командный турнир |              |              |       |       |       |